# Goryphus ultimus
Goryphus ultimus är en stekelart som först beskrevs av Szepligeti 1916.  Goryphus ultimus ingår i släktet Goryphus och familjen brokparasitsteklar. Inga underarter finns listade i Catalogue of Life.